# Beats Music
Beats Music va ser un servei de transmissió de música en línia basat en subscripcions propietat de la divisió de Beats Electronics d'Apple Inc. Primer desenvolupat el 2012 sota el nom de "Daisy", el servei combinat amb algoritmes basats en la personalització amb suggeriments de música experta de diverses fonts. El servei basat en la línia electrònica de consum existent de Beats i la seva adquisició 2012 del servei similar MOG. El servei es va llançar als Estats Units el 21 de gener de 2014.
Beats Music va ser adquirida per Apple Inc. com a part de la seva compra de Beats Electronics al maig de 2014. Beats Music va ser interrompuda simultàniament amb el llançament d'Apple Music el 30 de juny de 2015. Les subscripcions van ser migrades al nou servei. Beats Music va ser completament interrompuda el 30 de novembre de 2015.

## Història
El 2 de juliol de 2012, Beats va anunciar que havia adquirit el servei de música en línia MOG, en una compra que es va informar que havia estat entre $ 10 i $ 16 milions. Beats va afirmar que aquesta adquisició era part de l'objectiu de la companyia de desenvolupar una "experiència de música realment end-to-end". L'adquisició no inclou el bloc i la xarxa publicitària de la companyia, la Xarxa MOG Music, que es va vendre en una transacció separada a l'empresa de radiodifusió Townsquare Media a l'agost de 2012. MOG va indicar inicialment que continuaria operant de manera independent sense canvis immediats en el servei.
Alguns mesos més tard, al desembre de 2012, l'empresa va contractar a Trent Reznor de la banda Nine Inch Nails per servir com a Cap d'Oficial creatiu i per ajudar a desenvolupar un nou servei de música anomenat "Daisy". A diferència dels seus competidors com Spotify, a Daisy, el pla era utilitzar "personalització" basat en hàbits d'escolta dels usuaris en combinació amb comissaris d'experts per suggerir temes. La companyia va anunciar un llançament inicial a finals de 2013. La companyia havia contractat a membres de la indústria de la música, personalitats de ràdio i compositors per servir com a equip de curació musical per al servei, liderat per l'ex executiu de Clear Channel Communications i la directora de música KIIS-FM Julie Pilat.
L'agost de 2013, es va descobrir una pàgina de destinació per a Daisy sota el seu nom definitiu, "Beats Music". El servei es va donar a conèixer oficialment el gener de 2014, per a un llançament als Estats Units el 21 de gener de 2014. Al febrer de 2014, Beats Music va arribar a un acord de llicència amb la Merlin Network, un grup que representava una sèrie de grans segells discogràfics independents. Tot i que no es van divulgar detalls financers, Beats va indicar que pagaria les etiquetes a les mateixes taxes que les principals etiquetes.
El 4 de març de 2014, Beats Music va adquirir Topspin Media, una empresa que tracta de monetitzar música i establir relacions entre els músics i els seus seguidors. El director general de Beats Music, Ian Rogers, havia deixat Topspin per unir-se al servei.

### Adquisició i apagada d'Apple
El 28 de maig de 2014, Apple Inc. va anunciar que estava comprant Beats Electronics i Beats Music per US $ 3 mil milions en un acord d'efectiu i accions. El Wall Street Journal va informar que Apple havia valorat Beats Music a "lleugerament menys de 500 milions de dòlars." Després de la compra, el director general de Beats Music, Ian Rogers, supervisaria Beats Music i el servei d'iTunes Ràdio suportat per Apple.
Més endavant informar per Business Insider que Apple tenia previst fusionar els dos serveis. Apple havia contractat la destacada ràdio britànica DJ Zane Lowe per servir com a conservadora de música. També es va informar que, en les negociacions amb segells discogràfics del nou servei, Apple havia estat intentant encoratjar les discogràfiques per treure el seu contingut dels nivells lliures i de serveis competitius com Spotify per impulsar l'adopció de la nou servei i va oferir un incentiu a Universal Music Group per treure el seu contingut de YouTube. El Departament de Justícia i la Comissió Federal de Comerç dels EUA va iniciar una investigació sobre aquest suposat cartell al maig de 2015.
Apple Music es va donar a conèixer durant la Conferència Worldwide Developers d'Apple el 8 de juny de 2015 i es va llançar el 30 de juny de 2015. Al mateix temps que el llançament públic d'Apple Music, Beats Music es va interrompre immediatament; els usuaris podrien migrar les seves subscripcions Beats Music, incloent el seu compte, llistes de reproducció desades i cançons, a Apple Music.

## Característiques
Beats Music oferia una biblioteca de més de 20 milions de cançons que es podien reproduir a petició dels usuaris. Els usuaris podrien descarregar cançons per a la reproducció sense connexió, que es van mantenir accessibles durant el període de subscripció. El servei utilitza un sistema de personalització que combina recomanacions basades en hàbits d'escolta i algoritmes amb càlculs humans i llistes de reproducció de professionals de la música i publicacions com Rolling Stone, Rap Radar i Pitchfork Media. Una característica coneguda com "The Sentence" permet als usuaris generar llistes de reproducció omplint en una frase amb paraules que descriuen diverses activitats, estats d'ànim i gèneres.
El pla de subscripció bàsic permet l'accés al servei en tres dispositius per un valor de US $ 9,99 per mes, o US $ 99,99 per any. Juntament amb una interfície basada en web, hi havia aplicacions disponibles per a Android, iOS i Windows Phone. Un pla familiar amb suport per a fins a 5 persones i 10 dispositius també estava disponible per $ 14.99 per mes.

## Màrqueting
Un anunci del servei protagonitzat per Ellen DeGeneres es va emetre durant el Super Bowl XLVIII al febrer de 2014. Conte de fades: "Els tres ossos", l'anunci va protagonitzar a Ellen interpretant el paper de Goldilocks.

## Personal
- Jimmy Iovine – Cofundador i President del Tauler
- Dr. Dre – Cofundador
- Luke Wood- President
- Bozoma Sant John – Vicepresident Sènior, cap de Màrqueting Global
- Trent Reznor – Cap Agent Creatiu
- Ian Rogers – Cap Agent Executiu
- Matthew Costello – Cap Agent Operatiu
- David Rotenberg - Vicepresident de Finances